# Тумстоун
Тумстоун (англ. Tombstone) — місто (англ. city) в США, в окрузі Кочіс штату Аризона. Населення — 1308 осіб (2020).

## Історія

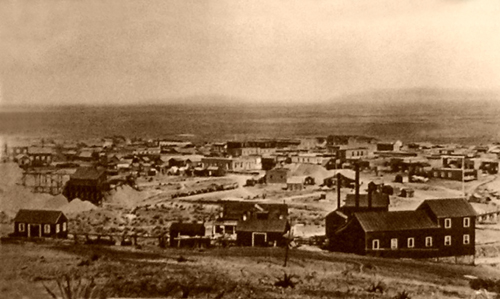
Тумстоун в 1891

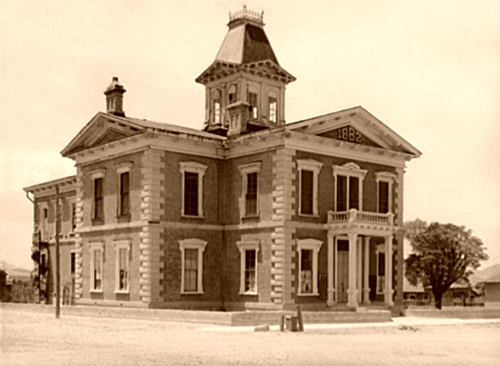
Колишня будівля окружного суду округу Кочіс

Тумстоун був заснований в 1879 році золотошукачем на ім'я Ед Шіффелін. Він зупинився в місці, що тоді називалося табір Вачука. Табір слугував опорним пунктом проти апачів. Під час свого перебування там Шіффелін виходив у пустелю «шукати каміння». Солдати з табору попереджали його: «Ед, перший камінь, який ти знайдеш там буде твоїм надгробком». Камінь, який Ед Шіффелін знайшов у пустелі, виявився сріблом. Так, згадуючи слова попередження від солдатів, він назвав його надгробним каменем англ. Tombstone. 
Незабаром розвідники, ковбої, поселенці, юристи, спекулянти, бойовики і ділові люди почали масово стікатися в це місце. Місто виросло біля срібних копалень. 
До середини 1880-х років населення Тумстоуна збільшилося до близько 7 500 осіб. Цей показник враховува тільки білих людей старше 21 років, що були зареєстрованиі як виборці. Якщо взяти до уваги жінок, дітей, китайців, мексиканців та багато повій, за оцінками, чисельність населення становила від 15 000 до 20 000 чоловік. На своєму піку, він, як кажуть, був самим швидкозростаючим містом разом з Сент-Луїсом і Сан-Франциско. В Тумстоуні було понад сто салунів, численні ресторани, великий район червоних ліхтарів, ще більше китайського населення, школи, церкви, газети, і один з перших громадських басейнів в штаті Аризона (який досі використовується). 
Також в місті було кілька театрів, найвідоміший з них: «Шіффелін-хол». Він відкрився в червні 1881 року.
Дві великих пожежі охопила Тумстоун протягом 1880-х років. Легенда свідчить, що в червні 1881 року від сигари зайнявся барель віскі в салуні. Подальша пожежа знищила понад 60 підприємств в центрі міста. Але місто було відновлено і продовжувало зростати. У травні 1882 року ще одна пожежа пройшлася через центр міста, знищуючи велику частину ділового району. Знову ж таки, місто було відновлено. 
У 1882 році в Тумстоуні був побудований окружний суд округу Кочіс. Тут розташовувалися, офіси шерифа округу, скарбника, наглядової ради а також в'язниця. У 1929 році виборці вирішили перенести окружний центр в Бісбі, місто, що швидко розвивалось завдяки видобутку міді.
Видобуток срібла змушував рити шахти все глибше і глибше, щоб отримати дорогоцінну руду. Як тільки глибина шахт сягнула 520 футів — рівня ґрунтових вод, вони були затоплені. Спроби відкачати воду продовжувались протягом декількох років, але незабаром це стало занадто дорого. Люди почали залишати Тумстоун. Вважається, що чисельність населення на початку 1930-х в Тумстоуні скоротилося до 150 чоловік.

## Географія
Тумстоун розташований за координатами 31°43′7″ пн. ш. 110°3′45″ зх. д. / 31.71861° пн. ш. 110.06250° зх. д. (31.718474, -110.062431).  За даними Бюро перепису населення США в 2010 році місто мало площу 11,17 км², з яких 11,17 км² — суходіл та 0,00 км² — водойми. В 2017 році площа становила 22,78 км², з яких 22,78 км² — суходіл та 0,00 км² — водойми.

### Клімат
| Клімат : Тумстоун       | Клімат : Тумстоун | Клімат : Тумстоун | Клімат : Тумстоун | Клімат : Тумстоун | Клімат : Тумстоун | Клімат : Тумстоун | Клімат : Тумстоун | Клімат : Тумстоун | Клімат : Тумстоун | Клімат : Тумстоун | Клімат : Тумстоун | Клімат : Тумстоун | Клімат : Тумстоун |
| Показник                | Січ.              | Лют.              | Бер.              | Квіт.             | Трав.             | Черв.             | Лип.              | Серп.             | Вер.              | Жовт.             | Лист.             | Груд.             | Рік               |
| Абсолютний максимум, °C | 31,1              | 35,6              | 33,3              | 37,2              | 40,0              | 43,3              | 44,4              | 41,1              | 41,1              | 37,8              | 32,8              | 28,9              | 44,4              |
| Середній максимум, °C   | 15,3              | 17,5              | 20,4              | 24,8              | 29,4              | 34,7              | 34,1              | 32,5              | 30,9              | 25,7              | 19,8              | 15,4              | 25,1              |
| Середній мінімум, °C    | 2,3               | 3,6               | 5,5               | 8,5               | 12,7              | 17,3              | 19,2              | 18,4              | 16,3              | 11,3              | 5,9               | 2,6               | 10,3              |
| Абсолютний мінімум, °C  | −14,4             | −15               | −11,1             | −5                | −0,6              | 5,0               | 10,0              | 11,7              | 6,1               | −2,8              | −7,8              | −16,1             | −16,1             |
| Днів з дощем            | 4,0               | 3,1               | 3,5               | 1,4               | 1,5               | 2,4               | 10,1              | 10,3              | 5,0               | 3,9               | 2,7               | 3,4               | 51,3              |
| ----------------------- | ----------------- | ----------------- | ----------------- | ----------------- | ----------------- | ----------------- | ----------------- | ----------------- | ----------------- | ----------------- | ----------------- | ----------------- | ----------------- |
| Джерело: NOAA           |                   |                   |                   |                   |                   |                   |                   |                   |                   |                   |                   |                   |                   |

## Демографія
Згідно з переписом 2010 року, у місті мешкало 1380 осіб у 663 домогосподарствах у складі 369 родин. Густота населення становила 123 особи/км².  Було 864 помешкання (77/км²).
Расовий склад населення:
| - 92,0 % — білих - 0,7 % — корінних американців - 0,7 % — азіатів - 0,4 % — чорних або афроамериканців - 0,1 % — вихідців з тихоокеанських островів - 2,8 % — осіб інших рас |

До двох чи більше рас належало 3,4 %. Частка іспаномовних становила 20,9 % від усіх жителів.
За віковим діапазоном населення розподілялося таким чином: 14,6 % — особи молодші 18 років, 59,2 % — особи у віці 18—64 років, 26,2 % — особи у віці 65 років та старші. Медіана віку мешканця становила 54,4 року. На 100 осіб жіночої статі у місті припадало 98,0 чоловіків;  на 100 жінок у віці від 18 років та старших — 98,0 чоловіків також старших 18 років.
Середній дохід на одне домашнє господарство  становив 38 808 доларів США (медіана — 32 140), а середній дохід на одну сім'ю — 47 518 доларів (медіана — 40 046). Медіана доходів становила 28 393 долари для чоловіків та 26 500 доларів для жінок. За межею бідності перебувало 21,9 % осіб, у тому числі 25,5 % дітей у віці до 18 років та 21,5 % осіб у віці 65 років та старших.
Цивільне працевлаштоване населення становило 528 осіб. Основні галузі зайнятості: мистецтво, розваги та відпочинок — 27,5 %, освіта, охорона здоров'я та соціальна допомога — 22,3 %, роздрібна торгівля — 11,9 %, публічна адміністрація — 10,4 %.